# Mass Effect: Edycja legendarna
Mass Effect: Edycja legendarna (ang. Mass Effect: Legendary Edition) – kompilacja gier komputerowych składających się na trylogię Mass Effect: Mass Effect, Mass Effect 2 i Mass Effect 3. Producentem jest studio BioWare, wspomagane przez Abstraction Games i Blind Squirrel Games, a wydawcą Electronic Arts. Na potrzeby wydania wszystkie trzy gry zostały zremasterowane – usprawniono ich oprawę wizualną, stronę techniczną oraz rozgrywkę. Największych poprawek doczekała się pierwsza część serii, a poza grafiką obejmują one m.in. mechanikę walki, prowadzenia pojazdu i czasów ładowania.
Produkcja Edycji legendarnej rozpoczęła się w 2019 roku, a jej reżyserem został Mac Walters. Chociaż początkowo BioWare rozważało inne warianty, ostatecznie studio zdecydowało wyprodukować remaster zamiast remake’u, żeby zachować oryginalne doświadczenie płynące z trylogii. Kompilacja została zapowiedziana 7 listopada 2020 r., a jej premiera miała miejsce 14 maja 2021 na platformy Microsoft Windows, PlayStation 4 i Xbox One. Wydania konsolowe są wstecznie kompatybilne z konsolami dziewiątej generacji – PlayStation 5 i Xboksem Series.

## Fabuła
Mass Effect: Edycja legendarna to fabularna gra akcji, której fabuła osadzona jest w XXII wieku w Drodze Mlecznej. Gracz wciela się w komandora Sheparda, ludzkiego żołnierza z elitarnych sił specjalnych, który musi zjednoczyć galaktyczną społeczność przeciwko zagrożeniu ze strony superzaawansowanej syntetyczno-organicznej rasy istot znanych jako Żniwiarze. Gracz określa wygląd Sheparda, jak również jego moralność, a w ramach każdej z gier podejmuje decyzje mogące mieć różny wpływ na dalszą fabułę. Znaczenie takich wyborów przenosi się na kolejne części trylogii.

## Zawartość
Na Edycję legendarną składają się podstawowe wersje trzech odsłon trylogii oraz większość przeznaczonej dla jednego gracza zawartości do pobrania, w tym kampanie fabularne, promocyjne uzbrojenie czy pancerze. Jedynym dodatkiem, który nie znajdzie się w wydaniu, jest Pinnacle Station do Mass Effect, pierwotnie opracowane przez Demiurge Studios, którego kod źródłowy został uszkodzony, a jego odtworzenie byłoby zbyt pracochłonne.
Wszystkie trzy części trylogii na potrzeby Edycji legendarnej zostały odświeżone, w tym m.in. poprzez ulepszone tekstury, shadery, modele, efekty i aspekty techniczne. Gry zostały również przystosowane do działania w wyższych rozdzielczościach i klatkażu niż ich oryginalne wersje. Kompilacja wyposażona jest w aplikację startową pozwalającą na uruchomienie wszystkich trzech gier z jednego menu oraz zunifikowany kreator postaci na przestrzeni wszystkich odsłon. Domyślny model żeńskiej wersji grywalnej postaci, który pojawił się w Mass Effect 3, jest również domyślnym wariantem postaci kobiecej we wcześniejszych częściach. Rozgrywka w części drugiej i trzeciej jest zbliżona do tej, jaką oferowały pierwowzory, wprowadzono w nich jednak pewne poprawki, takie jak np. zbalansowanie wskaźnika „galaktycznej gotowości” w Mass Effect 3, na który wcześniej wpływ miał komponent sieciowy, usunięty w Edycji legendarnej. W kompilacji dostępny jest również nieobecny w pierwowzorach tryb fotograficzny.
Pierwsza część Mass Effect doczekała się najdalej idących ulepszeń, będąc po części remakiem. Część poziomów wzbogacono o dodatkowe usprawnienia wizualne, takie jak chociażby oświetlenie wolumetryczne, efekty dymu czy zmodyfikowane skyboksy. Walka odświeżona została w taki sposób, żeby była bardziej spójna z kontynuacjami, m.in. poprawiono wspomaganie celowania, wprowadzono osobny przycisk do ataków wręcz, na nowo zbalansowano bronie oraz poprawiono sztuczną inteligencję członków oddziału i przeciwników. Niektóre starcia z bossami zostały zmodyfikowane tak, żeby były mniej irytujące, np. poprzez przeprojektowanie poziomów, wprowadzono również więcej punktów autozapisu. Mako – łazik wykorzystywany do podróżowania po powierzchniach planet – doczekał się ulepszonej fizyki, jak również zwiększono jego prędkość. Wprowadzono również poprawki odnośnie do przemierzania lokacji, w tym m.in. zmniejszono czasy podróżowania windami, które w pierwowzorze maskowały doczytywanie się poziomów i były jednym z najczęściej krytykowanych jego aspektów.

## Produkcja
BioWare rozważało stworzenie remasteru trylogii Mass Effect w 2014 roku, jednak realizacja projektu nie rozpoczęła się aż do 2019. Do przystosowania gier do konsol nowszych generacji oraz zoptymalizowania i ulepszenia ich, głównie w sferze wizualnej, zatrudnione zostało studio Abstraction Games. Reżyserem całości projektu był Mac Walters, wcześniej pełniący funkcję głównego scenarzysty Mass Effect 2 i Mass Effect 3.
Na wczesnym etapie produkcji BioWare konsultowało się z Epic Games, twórcami Unreal Engine, odnośnie do możliwości przeportowania gier z Unreal Engine 3, na którym powstawały, do nowocześniejszego Unreal Engine 4. Studio ostatecznie uznało, że byłoby to zbyt pracochłonne i wymagałoby tworzenia od nowa wielu elementów, w tym chociażby przerywników filmowych, a wprowadzone zmiany mogłyby wpłynąć na doświadczenie graczy, które różniłoby się znacznie od tego z oryginalnej trylogii. Na tej podstawie BioWare postanowiło pozostać przy 3. generacji silnika i opracować remaster zamiast remake’u. Ze względu na potencjalne opóźnienie prac nad projektem, studio zdecydowało się usunąć komponent wieloosobowy Mass Effect 3. Zamiarem studia było zawarcie w Edycji legendarnej wszystkich dodatków dla pojedynczego gracza, jednak ze względu na uszkodzenie kodu źródłowego dodatku Pinnacle Station do pierwszej części, zdecydowano o jego usunięciu, co Walters uznał za „łamiące serce”. We wczesnej fazie projektowania BioWare konsultowało się również ze społecznością twórców modyfikacji odnośnie do tego, jakie zmiany powinny zostać wprowadzone w remasterze.
W trakcie procesu odświeżania gier BioWare zwiększyło rozdzielczość tekstur we wszystkich odsłonach trylogii. Osiągnięto to poprzez zwiększenie limitu tekstur obsługiwanych przez silnik gry, z kolei same tekstury ulepszano za pomocą sztucznej inteligencji, jako bazę wykorzystując nieskompresowany materiał źródłowy, oraz własne narzędzia. W niektórych ujęciach zmieniony został kąt kamery, ponieważ w odczuciu producentów oryginalny był niespójny z narracją gier. Dotyczy to przede wszystkim scen z udziałem Mirandy Lawson, w których podczas rozmów na ważkie tematy kamera koncentrowała się na jej pośladkach.
Wprowadzanie pierwszej serii poprawek zakończyło się wiosną 2020 roku, wtedy też remaster osiągnął stan „podstawowy”, umożliwiający przejście wszystkich gier od początku do końca. W odczuciu studia pierwsza odsłona nadal odstawała pod względem wizualnym od kontynuacji, poproszono więc Dereka Wattsa, kierownika artystycznego pierwowzoru, o wprowadzenie nowych szczegółów i efektów. Pierwsza część doczekała się również znaczącej liczby poprawek w rozgrywce, żeby ją unowocześnić i zniwelować „rozrzut” pomiędzy nią a sequelami. 9 kwietnia 2021 Edycja legendarna osiągnęła status gotowej do wydania.
Remaster został oficjalnie zapowiedziany 7 listopada 2020 roku, z okazji corocznego dnia Mass Effect. Kompilacja wydana została na platformy Microsoft Windows, PlayStation 4 i Xbox One. Chociaż na konsolach dziewiątej generacji jest ona dostępna w ramach kompatybilności wstecznej, BioWare nie planuje wydania osobnych wersji przeznaczonych wyłącznie na nie. Walters stwierdził, że osobiście chciałby opracować port Edycji legendarnej na platformę Nintendo Switch, to jednak studio oficjalnie nie ma takich planów i koncentruje się wyłącznie na konsolach ósmej generacji.

## Odbiór

### Przed premierą
Przed premierą Edycja legendarna spotkała się z nieprzychylnym odzewem części graczy ze względu na niewykorzystanie przez BioWare okazji do wprowadzenia drobnych zmian w krytykowanych od dawna elementów fabularnych. Dotyczyły one m.in. niewykorzystanych nagranych i znajdujących się w plikach gier dialogów związanych z romansami jednopłciowymi, czy ujednolicenia wizerunku przedstawicieli rasy protean na przestrzeni całej trylogii. Inni wskazywali na to, że o odświeżenie Mass Effect – a zwłaszcza pierwszej części – od dawna prosili sami gracze. Niektóre serwisy branżowe umieściły Edycję legendarną na listach najbardziej oczekiwanych gier 2021 roku bądź miesiąca jej premiery.

### Po premierze
Według agregatora recenzji Metacritic, kompilacja spotkała się z pozytywnym odbiorem recenzentów, a średnia jej ocen – w zależności od platformy – wynosi 86-90% (patrz: ramka "Odbiór gry"). Na podobny odbiór wskazuje agregator OpenCritic.
Wielu krytyków uznało, że pierwszy Mass Effect, który charakteryzował się największą liczbą zmian w Edycji legendarnej, został znacznie ulepszony.  Kimberly Wallace w recenzji dla magazynu „Game Informer” zwróciła uwagę na nowe sterowanie mako, którym lepiej się steruje i porusza, a dodatkowo usprawniono w nim celność i strzelanie. Alyssa Mercante z GamesRadar+ stwierdziła, że zmiany w grze zaowocowały bardziej nowoczesnymi wrażeniami, a BioWare z powodzeniem dostosowało ją do jej kontynuacji, nie odbierając jej oryginalnego uroku. W swojej recenzji dla IGN Dan Stapleton zauważył, że ulepszenia wizualne tworzą różnicę „jak noc i dzień”. Część recenzentów stwierdziła, że usprawnienia nie były odpowiednio daleko idące. Jody Macgregor z „PC Gamer” skrytykował mechanikę sprintu i osłon oraz brakujące funkcje, takie jak chociażby możliwość ustawienia pola widzenia. Niektórzy recenzenci mieli mieszane odczucia odnośnie do zmian wizualnych, jak chociażby Alex Donaldson z VG247, który stwierdził, że nowa oprawa jest zbyt „efektowna”, przez co przyćmiewa nastrój i ton oryginału.
Jako całokształt, Edycja legendarna była chwalona za zachowanie rozmachu trylogii Mass Effect. Jhaan Elker z „The Washington Post” polecił kompilację zarówno fanom, jak i nowicjuszom, z zastrzeżeniem, że niektórzy gracze mogą nadal preferować oryginalną wersję gier z modyfikacjami. W recenzji wydajności dla Eurogamer Thomas Morgan podkreślił ambicję i wysiłek włożony w kompilację i stwierdził, że ostateczny rezultat to „idealny punkt wyjścia dla serii”. W swojej recenzji Wallace pochwaliła trylogię Mass Effect jako całość i wyraziła wdzięczność remasterowi za zwrócenie uwagi na serię i umożliwienie graczom łatwego rozegrania historii w jej najbardziej kompletnej formie, wraz ze wszystkimi dodatkami.

#### Sprzedaż
W Wielkiej Brytanii Edycja legendarna była najlepiej sprzedającą się grą w tygodniu po premierze, do czego przyczyniła się głównie sprzedaż cyfrowa. W premierowym tygodniu w kompilację grało jednocześnie 59 tys. użytkowników platformy Steam.